# Disyuntor magnético
Un disyuntor magnético es un interruptor automático que utiliza un electroimán para interrumpir la corriente cuando se da un cortocircuito (no una sobrecarga). En funcionamiento normal, la corriente pasa por la bobina del electroimán creando un campo magnético débil. Si la intensidad es mayor de un determinado valor, el campo magnético creado es suficientemente fuerte como para poner en funcionamiento un dispositivo mecánico que interrumpe la corriente eléctrica. El valor de esta corriente suele ser entre tres y veinte veces mayor que la corriente nominal, protegiendo al circuito de cortocircuitos.
Se suelen usar para proteger motores con arrancadores cuando estos últimos disponen de protección térmica integrada (la protección térmica es la encargada de interrumpir la corriente en condiciones de sobrecarga).